# داوالا
باديري دياكيتي (بالفرنسية: Badiri Diakite)‏ ويعرف في الوسط الفني باسم داوالا (بالفرنسية: Dawala)‏، من مواليد 16 سبتمبر 1974 في باريس، فرنسا. هو مغني راب ومنتج ورجل أعمال فرنسي. إنه مبتكر علامة واتي بي التي تنتج سكسيون داسوت.